# 1370년

## 연호
- 명(明) 홍무(洪武) 3년
- 북원(北元) 지정(至正) 30년
- 일본(日本) 남조(南朝) 쇼헤이(正平) 25년 / 겐토쿠(建徳) 원년
- 일본(日本) 북조(北朝) 오안(応安) 3년
- 쩐 왕조(陳朝) 다이딘(大定) 2년 / 티에우카인(紹慶) 원년

## 기년
- 명(明) 태조 홍무제(太祖 洪武帝) 3년
- 북원(北元) 혜종(惠宗) 38년
- 고려(高麗) 공민왕(恭愍王) 19년
- 쩐 왕조(陳朝) 혼덕공(昏德公) 2년 / 예종(藝宗) 원년

## 사건
- 티무르가 티무르 제국을 건국하다

## 사망
- 5월 23일 - 토곤테무르 원나라11대 황제
- 12월 19일 - 교황 우르바노 5세, 200대 로마 교황.